# Porzecze (przystanek kolejowy)
Porzecze (ukr. Поріччя, ros. Поречное) – przystanek kolejowy w miejscowości Porzecze Zadwórne, w rejonie lwowskim, w obwodzie lwowskim, na Ukrainie.
Przystanek istniał przed II wojną światową.